# Jack Cork
Jack Frank Porteous Cork (Carshalton, 25 de junho de 1989) é um futebolista inglês que atua como meia. Atualmente está sem clube.

## Carreira
Cork fez parte do elenco da Seleção Britânica de Futebol da Olimpíadas de 2012.

## Títulos
Burnley
- Campeonato Inglês - 2ª divisão: 2022–23